# Melanotrichus wileyae
Melanotrichus wileyae är en insektsart som beskrevs av Knight 1927. Melanotrichus wileyae ingår i släktet Melanotrichus och familjen ängsskinnbaggar. Inga underarter finns listade i Catalogue of Life.